# Dárdás fűz
A dárdás fűz (Salix hastata) a Malpighiales rendjébe, ezen belül a fűzfafélék (Salicaceae) családjába tartozó faj.

## Előfordulása
A dárdás fűz elterjedési területe az Alpok és a Kárpátok. Ritka növény.

## Alfaja
- Salix hastata subsp. vegeta

## Megjelenése
A dárdás fűz elfekvő vagy felálló szárú, 1 méter magas cserje, ívben felemelkedő, sűrűn álló ágakkal. Legfiatalabb hajtásai elszórtan szőrösek, majd lekopaszodók. A tompabarna színű vesszők kopaszok. 2-8 centiméter hosszú és 3-5 centiméter széles levelei lándzsásak, elliptikusak vagy tojásdadok, középen vagy közepük felett a legszélesebbek. Kifejlődve mindkét oldaluk kopasz és fénytelen, felül tompazöldek, fonákjukon szürkészöldek vagy fehéresek; szélük sűrűn és finoman fogazott. A levélnyél legfeljebb 5 milliméter hosszú; a pálhalevelek tojás alakúak, fogazott szélűek, néha hiányoznak. A virágzat a levelekkel egyidejűleg jelenik meg. A 3-5 centiméter hosszú és 1 centiméter széles porzós barkák felállók, murvapikkelyeik lándzsásak, hosszú szőrűek.

## Életmódja
A dárdás fűz alhavasi és havasi magaskórós társulások lakója; nyirkos, főleg meszes talajokon nő, 2400 méter magasságig felhatol.
A virágzási ideje május–augusztus között van.

## Képek

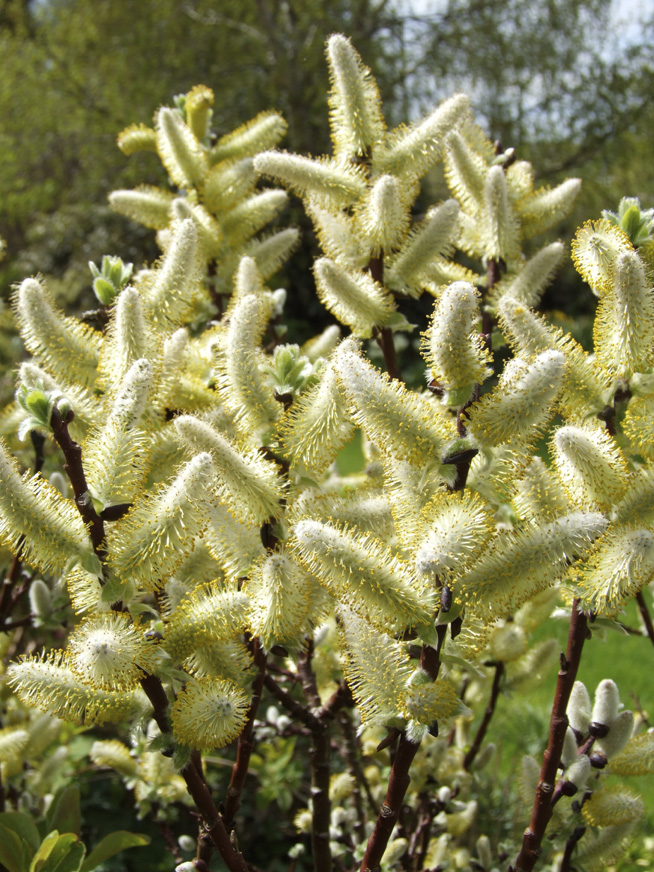
Barkái
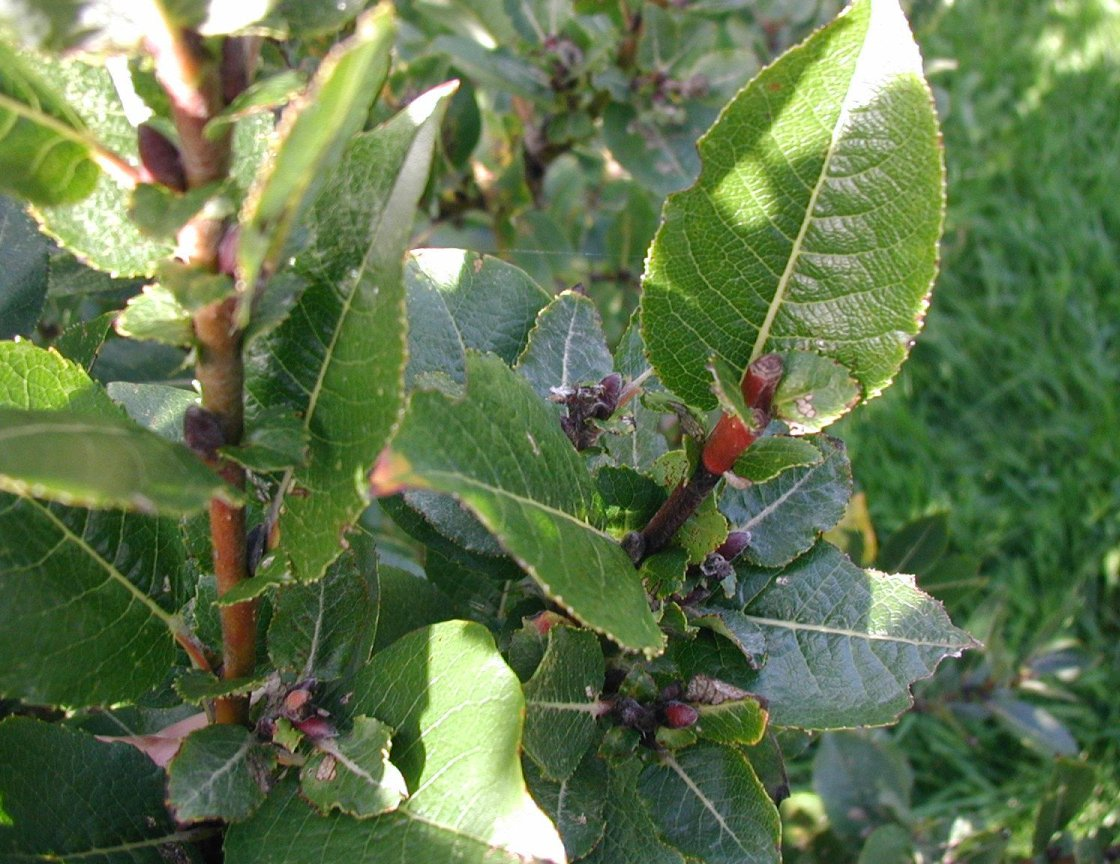
és levelei
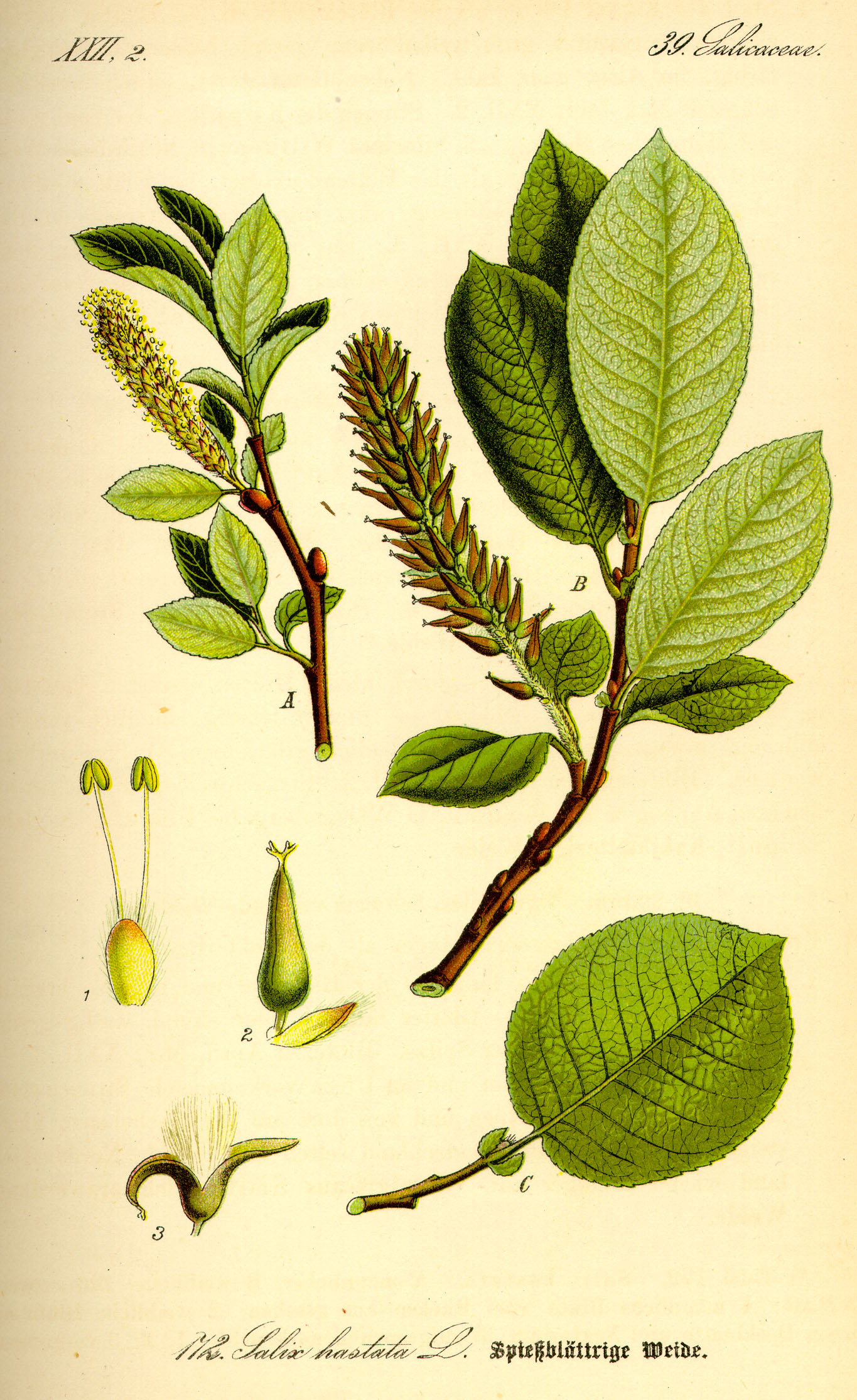
Rajz a levelekről, barkákról és magokról